# Миропольское сельское поселение
Миропольское сельское поселение — упразднённое муниципальное образование в составе Ярцевского района Смоленской области России.
Административный центр — деревня Мирополье.
Образовано Законом Смоленской области от 28 декабря 2004 года. Упразднено Законом Смоленской области от 28 мая 2015 года с включением всех входивших в его состав населённых пунктов в Капыревщинское сельское поселение.

## Географические данные
- Расположение: восточная часть Ярцевского района
- Граничит:
  - на севере — с Холм-Жирковским районом
  - на востоке — с Сафоновским районом
  - на западе — с Репинским сельским поселением
  - на юге — с Капыревщинским сельским поселеним
- По территории поселения проходит автодорога Ярцево — Холм-Жирковский.
- Крупные реки: Вопь.

## Население
| 2007 | 2011 | 2012 | 2013 | 2014 | 2015 | 2016 |
| ---- | ---- | ---- | ---- | ---- | ---- | ---- |
| 360  | ↘285 | ↘276 | ↘271 | ↘259 | ↘253 | ↘243 |
| 2017 |      |      |      |      |      |      |
| ↘238 |      |      |      |      |      |      |

## Населённые пункты
На территории поселения находилось 15 населённых пунктов:
1. Мирополье, деревня
2. Большое-Бердяево, деревня
3. Верхоповье, деревня
4. Ветлицы, деревня
5. Глисница, деревня
6. Голочево, деревня
7. Дедово, деревня
8. Дмитрово, деревня
9. Ерзаки, деревня
10. Жуково, деревня
11. Захолынь, деревня
12. Малое-Бердяево, деревня
13. Павлово, деревня
14. Плаксино, деревня
15. Староселье, деревня